# Irem
Irem (яп. アイレム) — японская компания, разработчик и издатель компьютерных игр для игровых консолей. В прошлом занималась разработкой и производством аркадных игровых автоматов. Наиболее известна серией игр R-Type, оказавшей заметное влияние на развитие жанра скролл-шутеров.

## История
Компания была основана в 1974 году под названием IPM для производства, продажи и проката аркадного оборудования. Первые собственные игры компании были выпущены в 1978 году. В 1979 году компания была переименована в Irem Corporation. Слово Irem изначально являлось сокращением от «International Rental Electronics Machines» (интернациональный прокат электронных устройств), но в первой половине 1980-х оно получило новую расшифровку, «Innovations in Recreational Electronic Media» (инновации в области электронных развлечений).
В начале 1990-х годов компания пришла в упадок. В 1994 году продажи были настолько низкими, что производство видеоигр было полностью прекращено. Подразделение компании по производству и продаже аркадных автоматов отделилось от Irem в самостоятельную компанию Apies, и у Irem осталось только подразделение по разработке видеоигр. Устав от бездействия, группа сотрудников ушла из Irem, основав компанию Nazca Corporation, которая впоследствии разработала серию игр Metal Slug.
15 апреля 1997 года компания Nanao (теперь Eizo) основала дочернюю компанию Irem Software Engineering Inc, расположенную в городе Хакусан префектуры Исикава, в июле того же года поглотившую подразделение разработки Irem. Издательское подразделение компании перешло под прямой контроль Nanao, и в 1998 году было продано Apies.
После землетрясения в Японии, в 2011 году, Irem отменила большинство разрабатывающихся на тот момент играх и сфокусировалась в основном на производстве Патинко и слот-машин, а затем основала компанию Granzella, чтобы продолжить выпускать видеоигры.

## Первоапрельские розыгрыши
Компания известна своими первоапрельскими розыгрышами, заключающимися в создании сайтов, обычно рекламирующих несуществующие игры, пародирующие известные игры компании.
- April Fools 2000: R-Type Force Sweets
- April Fools 2001: Dokidoki Suikoden Dating Sim
- April Fools 2002: Zettai Zetsumei Toshi Crowbars (with additional colors)
- April Fools 2003: "Real Life" R-9 Unit
- April Fools 2004: Irem Burger
- April Fools 2005: Next generation console "Exidna"
- April Fools 2006: Investigations into the UMA of Hakusan Lake
- April Fools 2007: Opening of IREM Gakuen
- April Fools 2008: IREM Zoo